# Tafelsilber

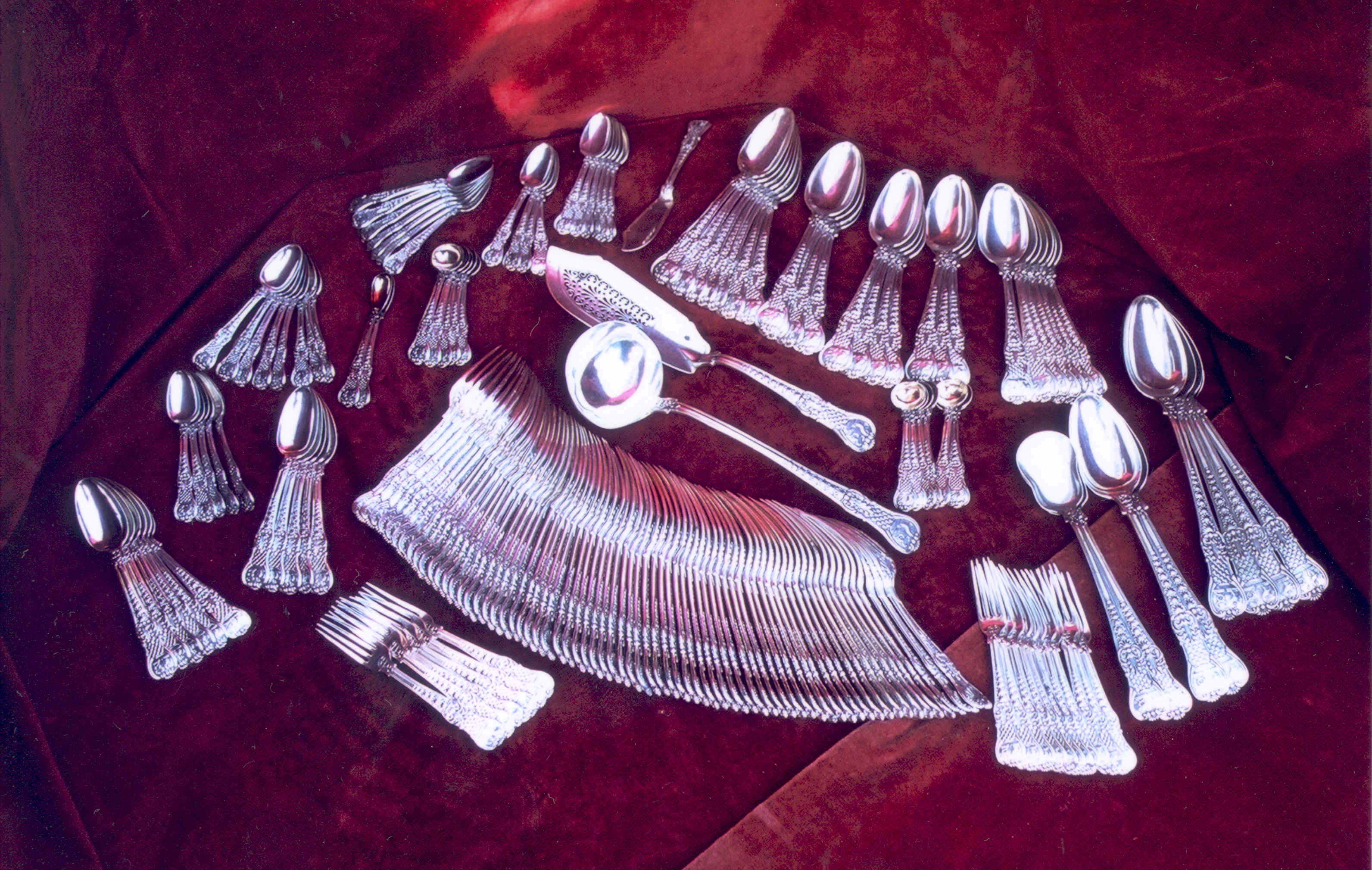
Teile eines Silberbestecks im so genannten Coburg-Design, das um 1831 für den britischen Colonel Thomas Chaloner Bisse-Challoner angefertigt wurde

Als Tafelsilber wird die Gesamtheit der Geschirre, Bestecke und Dekorationselemente aus Edelmetall bezeichnet, die zu einem festlich gedeckten Tisch gehören. Im übertragenen Sinn werden mit Tafelsilber oft bestimmte wertvolle, in der Not veräußerbare Teile des Eigentums einer Person oder Institution bezeichnet.

## Bestandteile des Tafelsilbers
Zum Tafelsilber im ursprünglichen Sinn gehören sowohl Korpuswaren (Essgeschirr, namentlich Servierplatten, Teller, Schüsseln aller Art, Saucieren, Kasserollen, Salz- und Gewürzbehälter und Pokale), dekorative Elemente (wie Tafelaufsätze oder Kandelaber), als auch Besteckteile (Essbesteck = Messer, Gabel, Löffel, Dessertlöffel und speziellere Teile wie Fisch-, Kuchen-, Salat- sowie Servier- und Tranchierbesteck).
Früher wurde von 36 Gedecken ausgegangen. Das heutige Maßgedeck geht demgegenüber von 12 Exemplaren aus. Für große Festmahle, beispielsweise an Adelshöfen, musste ein Vielfaches dieser Menge vorgehalten werden. Seit dem 18. Jahrhundert gehören dazu auch Kaffee- und Teeservices.

## Geschichte

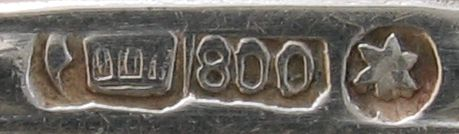
Punze auf einer Silbergabel aus 800er Silber

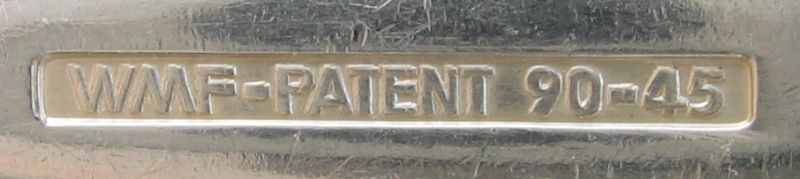
Stempelung einer Silbergabel mit 90-g-Versilberung

Tafelgerät aus Silber, ganz selten aus Gold, war bereits in griechischer und römischer Zeit in Gebrauch, wie Funde entsprechender Gegenstände beweisen. Es diente der Aristokratie zur Repräsentation und bezeugte eine herausgehobene Stellung seines Besitzers. Als Kriegsbeute sollen silberne Gegenstände aus dem hellenistischen Raum schon im zweiten Jahrhundert vor Christi Geburt nach Rom gelangt sein.
Anschauliches Zeugnis über älteres Tafelsilber legt der Schatz von Boscoreale ab. Zwei Schüsseln tauchten neben anderem im Schatz von Mildenhall auf, Trinkgefäße im Schatz von Berthouville. Der Hildesheimer Silberfund belegt, dass solch wertvolle Gegenstände auch nach Germanien gekommen sind. Aus Tafelsilber besteht ferner der Seuso-Schatz.
Die zum Tafelsilber zählenden Stücke wurden anfänglich durch Treiben oder Schmieden hergestellt. Die ab etwa 1860 aufkommenden Antiksilber-Waren wurden aufwendig im Sandformverfahren mit anschließender handwerklicher Nachbearbeitung produziert.
Im Mittelalter wurde Tafelsilber als Merkmal für gehobene Tischkultur angesehen und demonstrierte nebenbei auch adlige Pracht. Goldschmiede bedienten die Nachfrage der wohlhabenden Kunden nach Tischzier besonders ab der Zeit der Renaissance. Hier erlebte die Goldschmiedekunst eine Blüte und Erzeugnisse aus Augsburg („Augsburger Silber“) und später auch aus Hanau (auch Hanauer Antiksilber) genossen an den Höfen Europas einen ausgezeichneten Ruf. In der Silberkammer wurden die Kostbarkeiten höfischen Inventars aufbewahrt. Es gab jedoch auch den einen oder anderen Adligen, der aus finanziellen Gründen die Gegenstände aus wertvollem Silber verpfändete. Selbst der finanziell beengte römisch deutsche König und spätere Kaiser Maximilian I. griff 1496 zu diesem Mittel. Mailand erhielt fünf Jahre lang das Tafelsilber als Pfand. Preußens König Friedrich Wilhelm I. betrachtete Tafelsilber als Edelmetallvorrat für Notzeiten. Aus Gefäßen und Geschirr konnten nach dem Einschmelzen Münzen zum Bestreiten von Ausgaben geprägt werden.
Im 19. Jahrhundert wurde in fast allen Städten die handwerkliche von der industriellen Fertigung in den Hintergrund gedrängt, doch bedingte die Herstellung von Silberwaren je nach Qualität einen mehr oder weniger hohen Anteil an Handarbeit. Die reich dekorierten Hanauer Silberwaren erhoben besonders lange den Anspruch kunsthandwerklicher Herstellungsweise.
Durch die industrielle Fertigung wurde die Anschaffung von Tafelsilber auch für das Großbürgertum  möglich, das sich am adligen Vorbild und dessen Tischsitten orientierte. Familiäres Tafelsilber gehörte zum wertvollen Erbe und wurde von Generation zu Generation weitergegeben, wenn nicht ein wirtschaftlicher Engpass einen Verkauf erzwang.

### Stempelung
Zur Geschichte der deutschen Silberstempelung und der Bedeutung der verschiedenen Zeichen siehe den ausführlichen Hauptartikel Silberstempel.

## Eigenschaften
| Tausend- stel | Dichte (g/cm³) |
| ------------- | -------------- |
| 01000         | 10,50          |
| 00970         | 10,44          |
| 00935         | 10,38          |
| 00925         | 10,36          |
| 00900         | 10,32          |
| 00835         | 10,20          |
| 00800         | 10,14          |

Silber-Ionen wirken stark bakterizid und fungizid (Oligodynamie). So soll Alexander der Große sein Trinkwasser aus hygienischen Gründen stets in Silbergefäßen aufbewahrt haben.
Reines Silber (Ag) wurde und wird nur selten handwerklich verarbeitet. Es ist zu weich und wird daher mit Kupfer (Cu) legiert. Weil eine Silberlegierung noch bis zu einem Anteil von 50 % Kupfer weißen Silberglanz zeigt, ist ihr Feingehalt, also der Anteil an reinem Silber, nicht ohne weiteres erkennbar, obwohl sich die physikalischen Dichten der gängigen Silberlegierungen messbar unterscheiden lassen.
Zur Überprüfung des Feingehalts bediente man sich der Strichprobe, die schon in der Antike bekannt war: Silber hinterlässt auf einem mattgeschliffenen Stein einen Strich von je nach Legierungsgrad charakteristischer Farbe. Genauere Ergebnisse liefert die Kupellenprobe, bei dem etwas von dem zu prüfenden Silber mit Blei verschmolzen wird; dabei geht der Kupferanteil in die Bleilegierung über und das verbleibende Silber kann gewogen werden.

## Tafelsilber im übertragenen Sinn
Der Begriff wird in heutiger Zeit oftmals beim Verkauf wertvoller Vermögensteile warnend gebraucht. Er wurde bereits 1985 von ex-Premierminister MacMillan benutzt, Margaret Thatchers Privatisierung von britischen Staatsunternehmen zu kritisieren. Ähnlich verwendet wird er bei Veräußerung von Beteiligungsbesitz eines Unternehmens. Man solle Tafelsilber eines einmaligen Effektes wegen nicht ohne Not verkaufen, wird argumentiert. Mit der Weggabe verbessert sich zwar stets die Liquidität durch den erzielten Erlös und es lockt vermutlich Gewinn, doch werden möglicherweise bereits jetzt notwendige Einschnitte bei den Ausgaben oder Kosten in die Zukunft verlagert.
Im politischen Bereich ist dies etwa anzutreffen, wenn z. B. eine Kommune Immobilien veräußert und anschließend die benötigten Räumlichkeiten vom Käufer anmietet. Hier kann zwar eine kurzfristige Einnahme verbucht werden, ihr stehen jedoch dauerhaft neu entstehende Ausgaben für die Miete entgegen. Ähnlich kann durch den Verkauf von Besitz kurzfristig ein ausgeglichener Kommunalhaushalt als vermeintlicher politischer Erfolg präsentiert werden, dabei handelt es sich aber in Wirklichkeit nur um einen einmaligen Effekt der, da das „Tafelsilber“ nun verkauft ist, nicht wiederholt werden kann.

## Sammlungen
Tafelsilber wird sowohl von öffentlichen Stellen wie von Privatleuten gesammelt. Das älteste erhaltene Tafelsilber-Set Europas in nachrömischer Zeit hat der Augsburger Goldschmied David Altenstetter im Jahr 1615 in seiner Werkstatt hergestellt. Es vererbte sich über mehrere Generationen in einer Bankiersfamilie und wurde 2005 von einem US-amerikanischen Sammler ersteigert. Nachfolgend sind ausgewählte, ausgestellte Objekte mit dem Grund ihrer Relevanz angegeben.
- In der Silberkammer der Münchner Residenz sind 3500 Einzelstücke des Tafelsilbers der Wittelsbacher aufbewahrt.[12]
- Im Heidelberger Kurpfälzischen Museum wird das 72-teilige Tafelsilber der Kurfürstin Elisabeth Auguste aus der Zeit des Rokoko gezeigt.
- „Das Hildesheimer Tafelservice kann als das weitaus vollständigste unter den erhaltenen Augsburger Silberservicen des 18. Jahrhunderts gelten.“[13] Das Service ist inzwischen aufgeteilt. Ein Teil ist im Bayerischen Nationalmuseum München zu sehen, der andere im Roemer- und Pelizaeus-Museum, Hildesheim.

## Reinigung

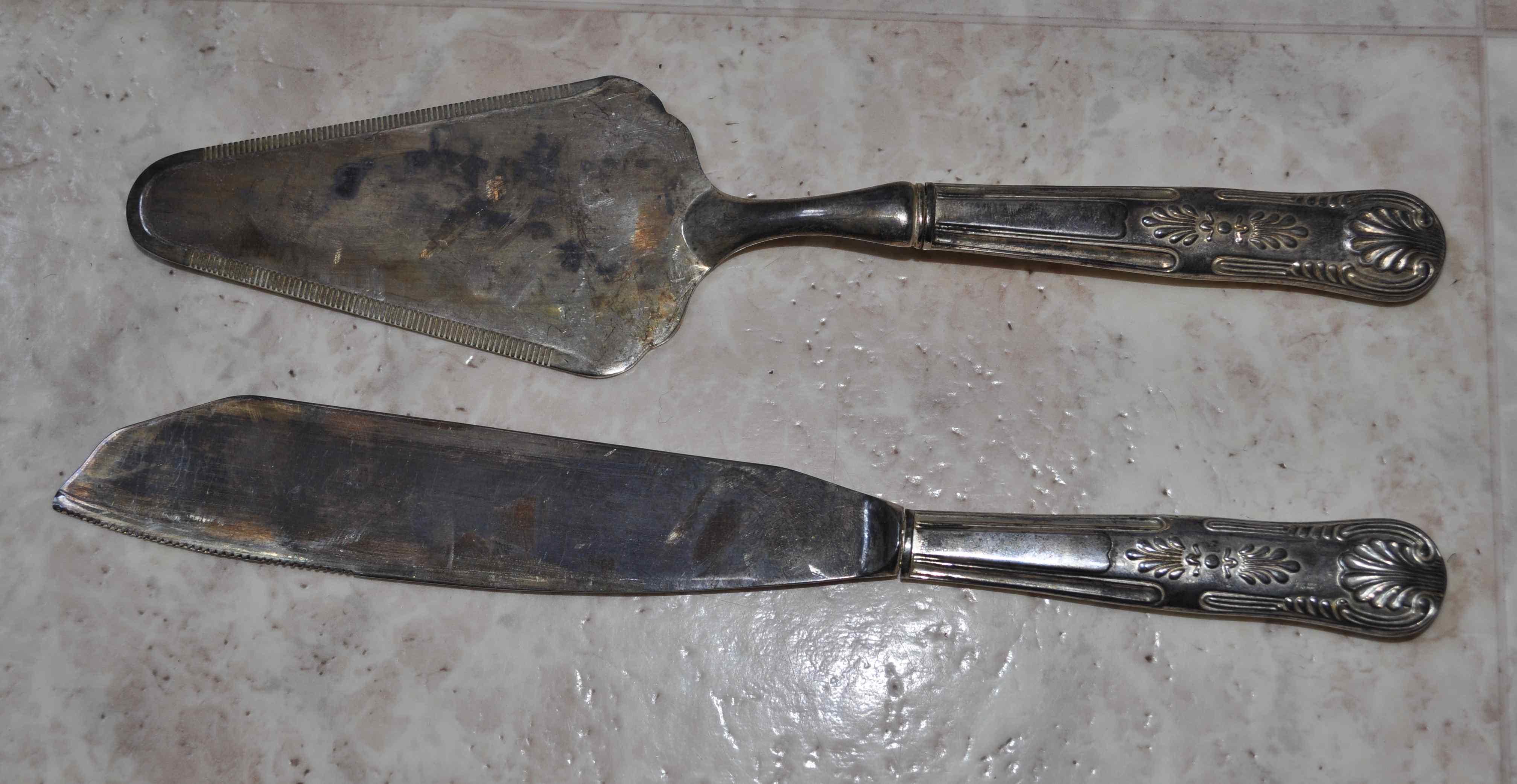
Unpoliertes Tafelsilber mit Silbersulfidbelegung

Um den Glanz des Silberbestecks zu bewahren, können neben modernen Pflegemitteln auch Hausmittel helfen. Hierbei kann "angelaufenes" Silberbesteck etwa in ein Becken aus heißem Wasser, einem Stück Alufolie und Natronpulver gelegt werden. Nach der abschließenden Trocknung mit einem Tuch verschwindet das matte Erscheinungsbild angelaufenen Silberbestecks. Auf diese Weise kann Tafelsilber kostengünstig sauber gehalten werden.
Allerdings wird durch dieses Verfahren auch die dunkle Oxidschicht in vertieften Ornamenten entfernt, die dort eigentlich erwünscht ist, damit die Verzierungen deutlich sichtbar erscheinen. Auch bei Besteckteilen mit anderen Materialien (z. B. Griffen aus Holz oder Elfenbein) sollte diese Reinigungsmethode nicht angewendet werden, da sich diese nichtmetallischen Stoffe verfärben können. Das Wasser sollte bei antikem Besteck auch nicht zu heiß sein, denn die Klingen sind bei alten Messern oft mit einem Kitt im Griff befestigt (sog. Hohlheftmesser), der bei einer Temperatur von ca. 75 °C weich wird.